# Jethro Jackson
Jethro Peter Daniel Jackson, född 16 maj 1973, är en svensk före detta fotbollsspelare.
Jacksons moderklubb är Nödinge SK, men han spelade sedan juniorfotboll för Gais. Han flyttades 1993 upp till Gais A-lag, som just hade åkt ur allsvenskan. Åren 1993–1995 spelade han tre säsonger för Gais i division I södra, och gjorde sammanlagt 61 seriematcher (tre mål). 1996 flyttade han till IK Kongahälla, där han blev en riktig trotjänare med över 260 matcher.